# Consórcio Norte Energia
Consórcio Norte Energia é um grupo formado por diversas empresas envolvidas na construção da Usina Hidrelétrica de Belo Monte, um investimento avaliado em R$ 19,6 bilhões.
O consórcio é liderado pelo grupo Eletrobras, que tem participação de 49,98% com a Eletronorte, com 34,98%, que foi responsável pelos estudos técnicos e ambientais da usina. A estatal Chesf possuía fatia de 49,98% do consórcio, mas foi obrigada a ceder 14,99% para a Eletrobras, sua controladora, e participação para a Eletronorte.
O consórcio, presidido pelo diretor de Engenharia e Construção da estatal Chesf, José Ailton, venceu a concessão oferecendo o menor preço por megawatt-hora, de R$ 77,97, o que representa um deságio de 6,02% sobre o preço inicial, de R$ 83.

## Empresas
A composição inicial do consórcio era a seguinteː
- Chesf: com parcela de 49,98%[3], maior geradora de energia do Brasil, com 30% de cobertura.[6]

- Gaia Energia e Participações: com parcela de 10,02%[3], criada em 2008 pelo Grupo Bertin, é formada por 40 projetos de usinas termoelétricas, hidrelétricas, eólicas e Pequenas Centrais Hidrelétricas.[6] Acabou desistindo do consórcio, cuja participação foi preenchida pela Vale.[7]

- Queiroz Galvão: quarta maior construtora brasileira, construiu e opera as hidrelétricas de Santa Clara, Jauru e Quebra-Queixo.[6] A parcela no novo negócio é de 10,02%[3]

- J Malucelli: ocupa a 70ª posição no ranking nacional de construtores, segundo a Revista O Empreiteiro.[6] Sua parcela em Belo Monte é de 9,98%.[3]

- Cetenco Engenharia: atua na construção de obras de infraestrutura[6] e tem 5% no Norte Energia.[3]

- Mendes Júnior Trading Engenharia: a 12ª maior construtora brasileira[6] e com 3,75% em Belo Monte.[3]

- Contern Construções e Comércio: empresa do Grupo Bertin no ramo de infraestrutura[6], com parcela de 3,75% no consórcio.[3]

- Serveng-Civilsan: a 18ª no ranking nacional de construtoras[6], com 3,75% no consórcio Norte Energia.[3]

- Galvão Engenharia: originada da dissidência da Queiroz Galvão e é a 7ª no ranking de construtoras.[6] Em Belo Monte, sua parcela corresponde a 3,75%.[3]

### Mudanças na participação
No dia do leilão da usina, 20 de abril de 2010, Queiroz Galvão e J. Malucelli também faziam parte do consórcio, mas anunciaram o desligamento logo depois e a atuação de ambas é um impasse. Outras empresas como a CSN, Braskem e Gerdau, que poderão utilizar a produção da usina para consumo próprio também pode aderir ao consórcio. Mudanças societárias devem acontecer até a assinatura do contrato, previsto para o dia 23 de setembro de 2010.
Após o leilão, o consórcio formalizou em 13 de julho de 2010 a criação de uma Sociedade de Propósito Específico formada por 17 sócios. e as construtoras e empresas de engenharia que tinham participação de 40% tiveram a participação alterada para 12,5%.
A participação da Eletrobras no empreendimento é de 50% e os fundos de pensão devem ter 27,5% de participação, divididos entre os fundos de pensão de estatais - Petros (da Petrobrás, em associação de forma direta), Funcef e Previ (da Caixa Econômica Federal e do Banco do Brasil, em associação de forma indireta).
Em julho de 2011, a Vale passou a ser sócia da usina ao ocupar 9% da participação deixada pela Gaia, subsidiária do Grupo Bertin.
As grandes empresas investidoras que participam para consumo próprio devem ficar com 10% da sociedade.
O Banco Nacional de Desenvolvimento Econômico e Social deve financiar R$ 13,5 bilhões dos quase R$ 20 bilhões para construir a usina, embora também atuará no crédito indireto.
Em janeiro de 2020, após recomposição acionária do consórcio vencedor, com a saída de sócios, a Norte Energia é composta por: Eletronorte (19,98%), Eletrobrás (15%), Chesf (15%), os fundos de pensão Petros (10%) e Funcef (10%), as Sociedades de Propósito Específico Belo Monte Participações S.A. (Neoenergia S.A., 10%), Amazônia Energia S.A. (Cemig e Light, 9,77%), Aliança Norte Energia S.A. (Vale e Cemig, 9%), a Siderúrgica Norte Brasil S.A. – Sinobras (1%) e J. Malucelli Energia S.A. (0,25%). De acordo com o relatório da empresa, os sócios desembolsaram 12 bilhões – apenas 31,1% do investimento total. Quase 70% do investimento (68,9%) veio do financiamento do BNDES.
Em fevereiro de 2022, a Eletrobras transferiu sua participação em Belo Monte para Eletronorte, que passou a deter 34,98% de participação na usina.